# Hnizdyczów

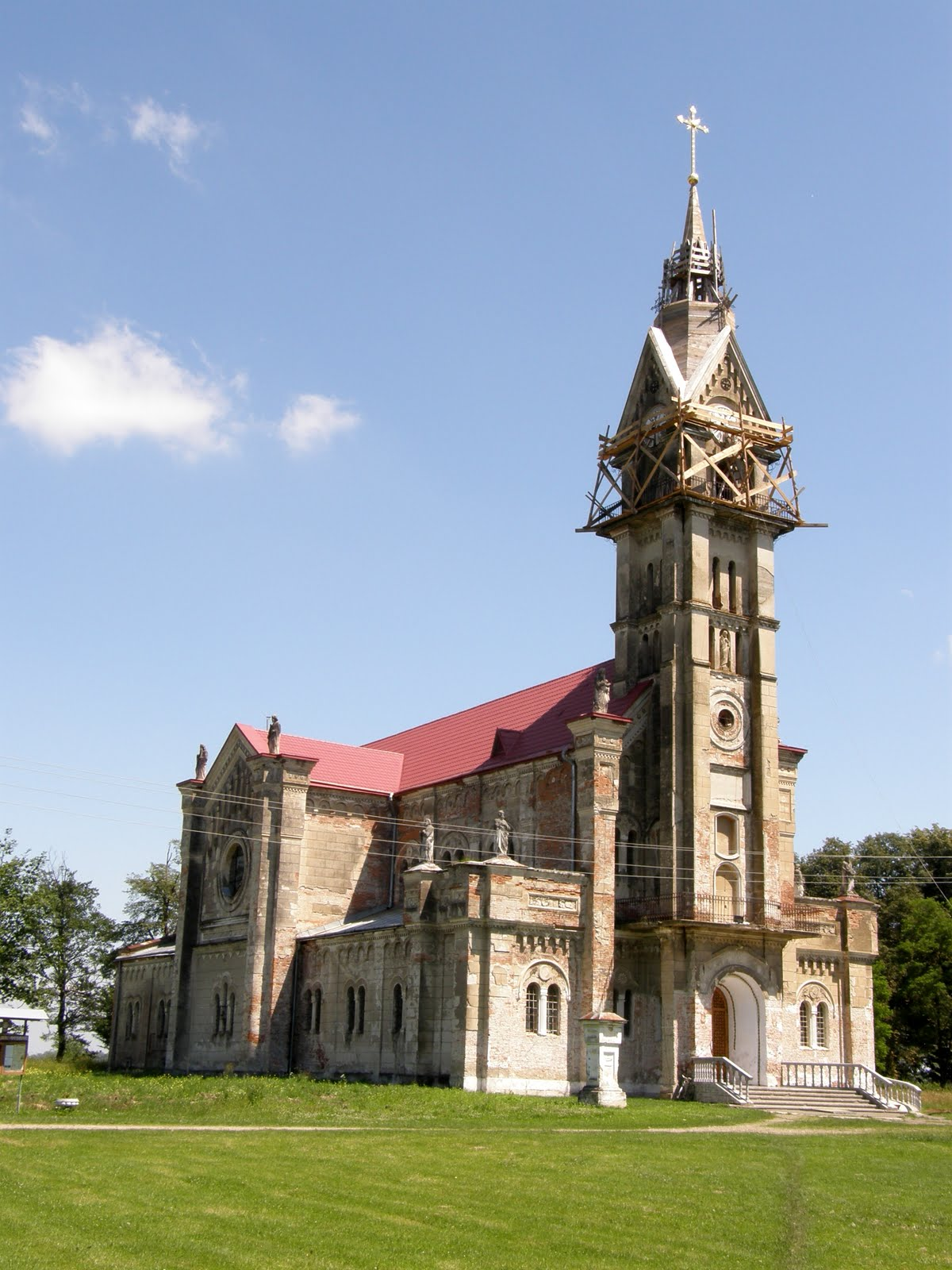
Dawne sanktuarium MB Kochawińskiej (obecnie cerkiew św. Gerarda)

Hnizdyczów (ukr. Гніздичів) – osiedle typu miejskiego w rejonie stryjskim (do 2020 roku w rejonie żydaczowskim) obwodu lwowskiego.
Znajduje tu się stacja kolejowa Hnizdyczów, położona na linii Tarnopol – Stryj.

## Historia
Założone w 1646 r.
Za II Rzeczypospolitej do 1934 roku wieś stanowiła samodzielną gminę jednostkową w powiecie żydaczowskim w woj. stanisławowskim. W związku z reformą scaleniową została 1 sierpnia 1934 roku włączona do nowo utworzonej wiejskiej gminy zbiorowej Żydaczów w tymże powiecie i województwie. 
W nocy z 13 na 14 czerwca 1944 nacjonaliści ukraińscy z OUN-UPA zamordowali tutaj 12 Polaków.
Po wojnie wieś weszła w struktury administracyjne Związku Radzieckiego.
Południowa część Hnizdyczowa była przed wojną samodzielną miejscowością o nazwie Kochawina słynącą z Sanktuarium z cudownym obrazem Matki Bożej Kochawińskiej. Po wojnie miejscowość włączono do Hnizdyczowa, jako jego dzielnicę, a sanktuarium zlikwidowano, tworząc z kościoła składnicę lnu.
23 maja 1895 w Hnizdyczowie urodził się major żandarmerii Józef Bay.
W 1989 liczyło 4138 mieszkańców.